# HD 187123
HD 187123 ist ein Hauptreihenstern der Spektralklasse G5, der von mindestens zwei Planeten, HD 187123 b und HD 187123 c, umkreist wird. Seine Masse liegt bei etwa 1,1 Sonnenmassen. Seine beiden Begleiter wurden im Jahr 1998 durch Messungen seiner Radialgeschwindigkeit entdeckt.